# John Stewart Bell

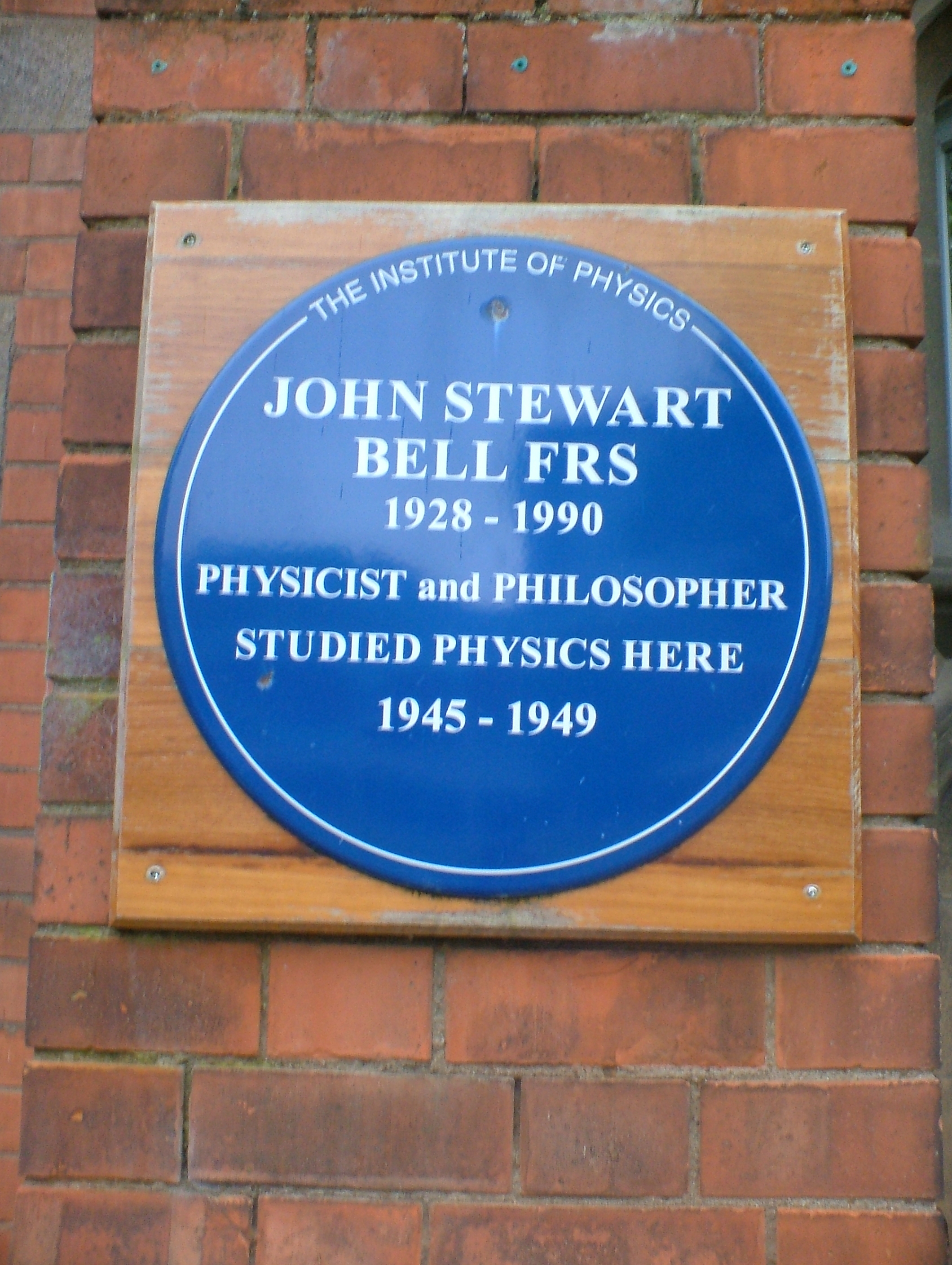
Pamiątkowa Blue plaque na ścianie budynku Queen's University w Belfaście

John Stewart Bell (ur. 28 lipca 1928 w Belfaście, zm. 1 października 1990 w Genewie) – północnoirlandzki fizyk teoretyk, znany z wielu prac dotyczących interpretacji mechaniki kwantowej, przede wszystkim ze sformułowania twierdzenia nazwanego „twierdzeniem Bella”, które jest zaliczane do podstawowych odkryć w tej dziedzinie, obok zasady nieoznaczoności Wernera Heisenberga.

## Życiorys

### Wykształcenie i praca
W 1948 roku ukończył studia w zakresie fizyki eksperymentalnej na Queen's University Belfast. Stopień doktora uzyskał w Birmingham, gdzie specjalizował się w fizyce jądrowej i kwantowej teorii pola. Po kilku latach podjął pracę w CERN w Genewie, pracował tam do roku 1963. W roku 1964 opublikował pracę dotyczącą paradoksu EPR, wykazującą sprzeczność pomiędzy mechaniką kwantową a jakąkolwiek teorią klasyczną zgodną z teorią względności. Umożliwiła ona stworzenie fundamentów informatyki kwantowej.

### Życie rodzinne
Rodzice Johna S. Bella – Annie i John Bell – mieli czworo dzieci (rodzeństwo: Ruby, David i Robert). Ożenił się w roku 1954 z Mary Ross Bell (fizyk). Nie mieli dzieci. David A. Bell został znanym specjalistą w dziedzinie elektrotechniki (autorem licznych specjalistycznych publikacji), brat Robert – biznesmenem.

## Wybrane prace
- John Bell, On the Einstein Podolsky Rosen paradox (1964)[5]
- John S. Bell On wave packet reduction in the Coleman-Hepp model (1974)[7]
- John S. Bell, Beables for Quantum Field Theory w tomie Quantum Implications, 1984[8]

## Wyróżnienia i upamiętnienie
Był członkiem Royal Society od roku 1972. W roku 1989 otrzymał Hughes Medal.
Jedną z form upamiętnienia J.S. Bella są wydania książek:
- John S. Bell on the Foundations of Quantum Mechanics, World Scientific Publishing Co Ltd, (2001)[9]
- Bertlmann, R.A.; Zeilinger, A. (Eds.) Quantum (Un)speakables From Bell to Quantum Information (2002)[10]

W Belfaście na ścianie budynku Queen's University – Alma Mater Johna S. Bella – umieszczono pamiątkową Blue plaque.
W 2009 roku ustanowiono Nagrodę Bella – ang. John Stewart Bell Prize for Research on Fundamental Issues in Quantum Mechanics and Their Applications, krótko Bell Prize, przyznawaną co dwa lata przez University of Toronto.